# Familienzentrum Radebeul
Der ehemalige, heute umgewidmete Dreiseithof Altkötzschenbroda 20 steht auf der Nordseite des Angers Altkötzschenbroda, im Stadtteil Kötzschenbroda der sächsischen Stadt Radebeul. In den am Anfang des 19. Jahrhunderts erneuerten Gebäuden befindet sich heute das Radebeuler Familienzentrum nebst einem Mehrgenerationenhaus.

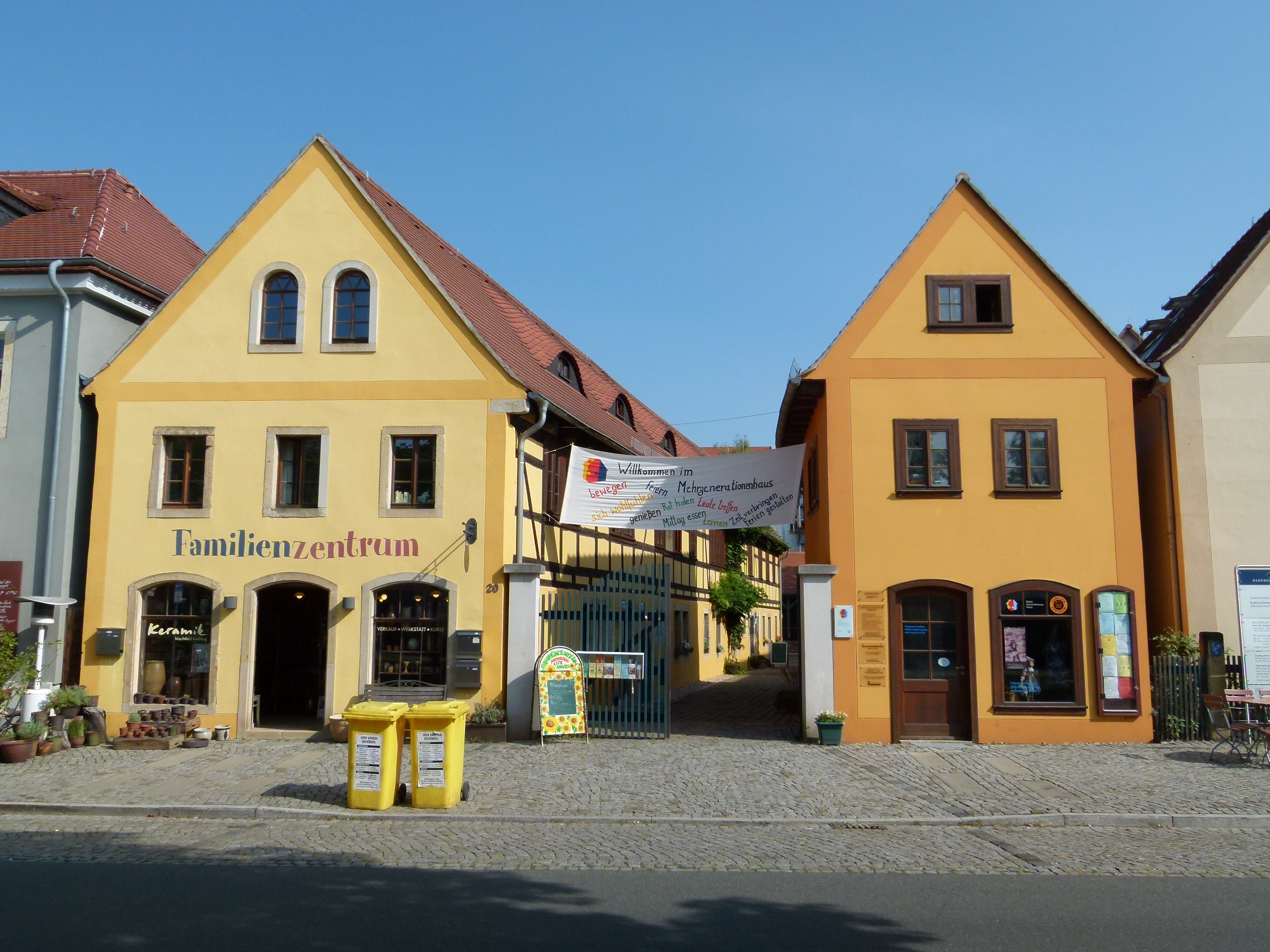
Dreiseithof Altkötzschenbroda 20

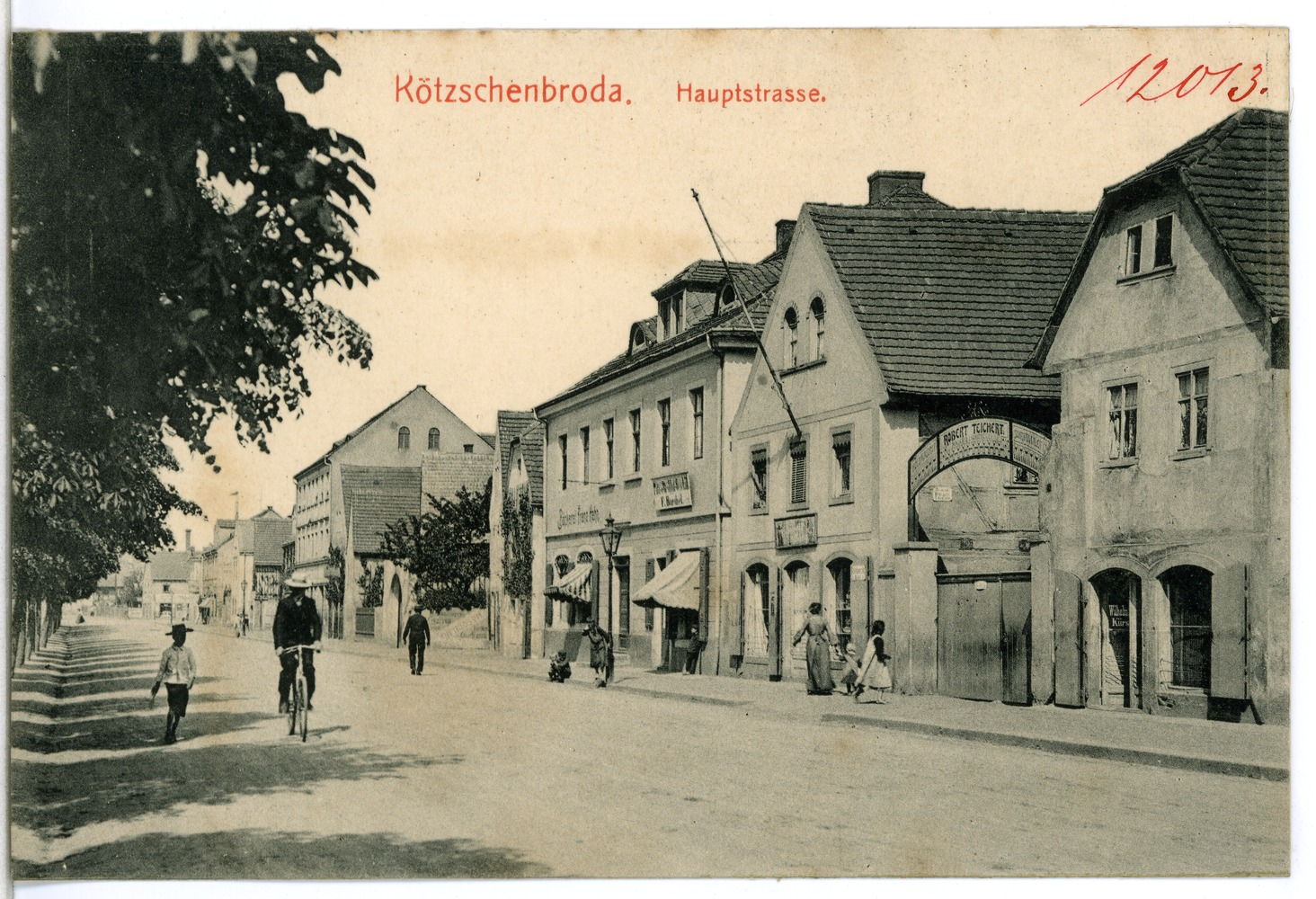
Altkötzschenbroda 20 (rechts, 1910); beachte das Krüppelwalmdach rechts

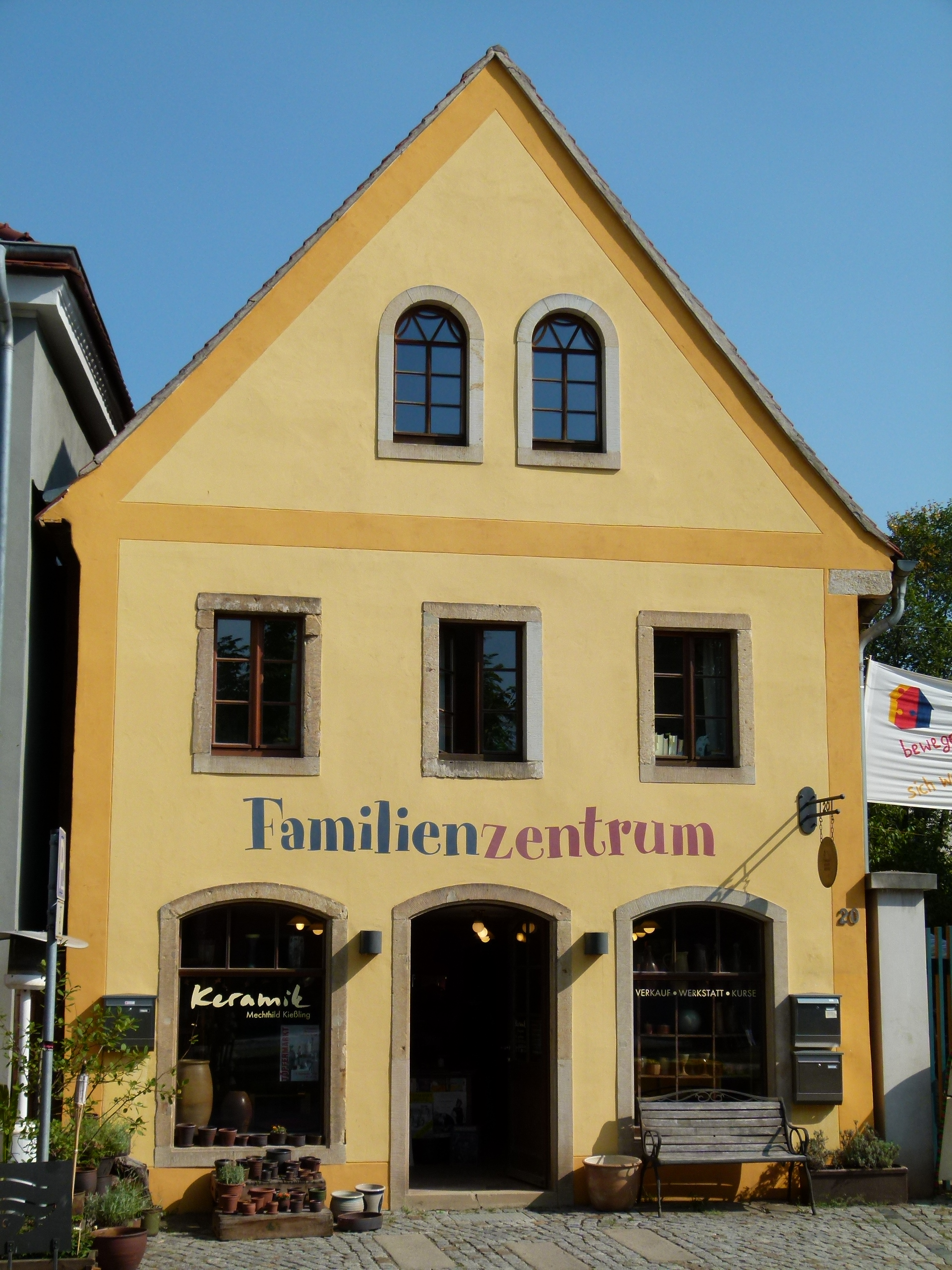
Ehemaliges Wohnstallhaus des Familienzentrums

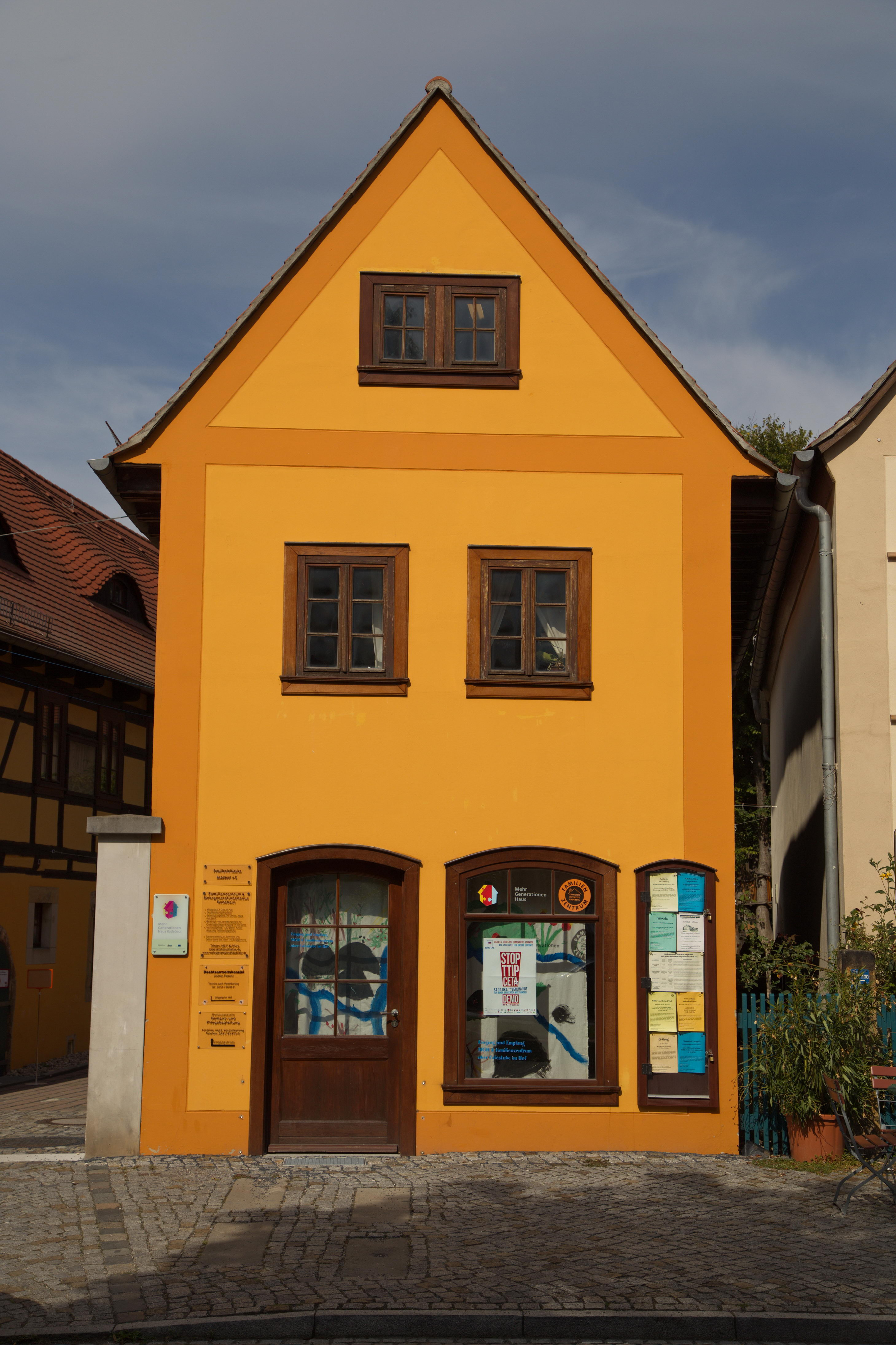
Ehemaliges Auszugshaus des Familienzentrums, jetzt ohne Krüppelwalm wie 1910

Die ehemalige Hofstelle ist „bedeutend für die Baugeschichte, als Teil des markanten und unverwechselbaren Dorfkerns in den Elbauen Radebeuls zudem landschaftsgestalterisch von Belang“.

## Beschreibung
Das Wohnstallhaus links und das Auszugshaus rechts eines ehemaligen Dreiseithofs stehen unter Denkmalschutz. Die Häuser stehen giebelständig direkt am Fußweg und parallel zueinander mit einem schmalen Hof dazwischen.
Das größere, zweigeschossige Hauptgebäude auf der linken Seite ist von „außerordentlicher Länge“. Es hat eine massive, verputzte Giebelwand von drei Fensterachsen Breite. Die Längsseite ist unten massiv und verputzt, das Obergeschoss ist aus freigelegtem Fachwerk. Das ziegelgedeckte Satteldach weist auf der Hofseite Fledermausgauben auf, zudem sitzt es dort auf einem Traufkragstein auf.
Das rechte, kurze Auszugshaus ist ebenfalls zweigeschossig, hat jedoch nur eine zweiachsige Giebelfront.
Das ehemals hinten querstehende Gebäude, die Scheune, steht nicht mehr. Unterirdisch ist jedoch noch der Keller, ein Tonnengewölbe, vorhanden, der als Veranstaltungsraum insbesondere für Musikveranstaltungen genutzt wird.
Zwischen den beiden Vordergebäuden stehen noch die zwei schlichten Sandstein-Torpfeiler einer Toranlage.
Östlich, also rechts, schließt sich der Dreiseithof der Kulturschmiede an.

## Geschichte
Nach einem großen Dorfbrand wurde das Bauerngut wieder aufgebaut, was am Haupthaus durch die Datierung auf 1805 sowie durch die Inschrift der Besitzerinitialen J.Gl.S. im Türsturz dokumentiert wurde.
Im Februar 1868 beantragte die Eigentümerin Amalie Auguste Gebauer, im Wohnstallhaus und im Nebengebäude durch den Maurermeister Moritz Große einige Wohnungen einbauen lassen zu dürfen. Dazu sollte noch ein Laden im Nebengebäude eingerichtet werden, was im März genehmigt und im Juli 1868 abgenommen wurde. 1869 folgte der Antrag auf Einbau eines weiteren Ladens in die Front des Hauptgebäudes, der wiederum durch Moritz Große erfolgte und 1870 fertig war.
Im Jahr 1990 wurde in Radebeul der Verein Familieninitiative Radebeul e. V. gegründet, der 1991 den Dreiseithof Altkötzschenbroda 20 kaufte und begann, ihn zu sanieren. Im selben Jahr erhielt der Verein den Karl Kübel Preis. Von 1993 bis 1997 wurde der Verein als Bundesmodellprojekt gefördert. In diese Zeit fiel 1994 die Eröffnung des Familienzentrums mit einem Familiencafé, dem in den Folgejahren zahlreiche weitere soziale Einrichtungen und Projekte am Ort folgten. 1997 wurde der Ausbau des Auszugshauses als Ausbildungsprojekt für Aussiedler in Angriff genommen. Von 2005 bis 2007 war der Dreiseithof Modellstandort für das Landesmodellprojekt Familienbildung in Kooperation mit Kindertageseinrichtungen; seit 2007 wird das Mehrgenerationenhaus im Aktionsprogramm Mehrgenerationenhäuser der Bundesrepublik Deutschland geführt. Es folgte die Teilnahme an weiteren Aktionsprogrammen und Landesmodellprojekten.